# Serviço Hidrográfico e Oceanográfico da Marinha
O Serviço Hidrográfico e Oceanográfico da Marinha (SHOM) é uma instituição pública francesa de carácter administrativo sob a tutela do Ministério da Defesa francês. Ele é regido pelo decreto número 2007-800 de 11 de Maio de 2007. O seu Conselho de Administração é presidido pelo Chefe do Estado-Maior da Marinha e é chefiada por um Director Geral.